# Jupiters naturliga satelliter

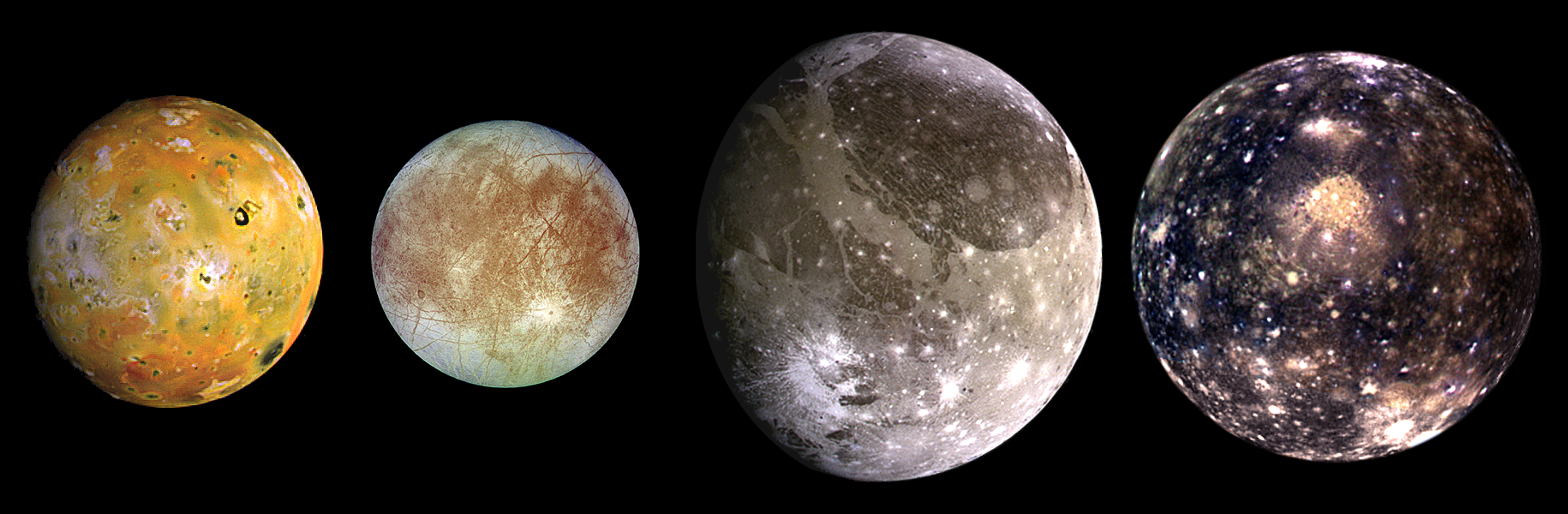
Jupiters galileiska månar, från vänster till höger: Io, Europa, Ganymedes och Callisto.

Jupiter har 95 bekräftade månar (juli 2024).

## Månar

### Inre månar
De fyra största månarna (Io, Europa, Ganymedes och Callisto) upptäcktes 1610 av Galileo Galilei och kallas de galileiska månarna. Innanför dessa finns fyra små månar (Metis, Adrastea, Amalthea och Thebe) med diametrar mellan 20 och 200 km. Tillsammans kallas dessa åtta månar de reguljära månarna och förefaller vara uppbyggda av samma material, samma blandning is och sten, som kanske utgör Jupiters inre. Dessa månar bildades förmodligen av materia som blev över när Jupiter bildades. De galileiska månarna växte sig stora eftersom de bildades där stoftet och isen var som tätast.

### Yttre månar

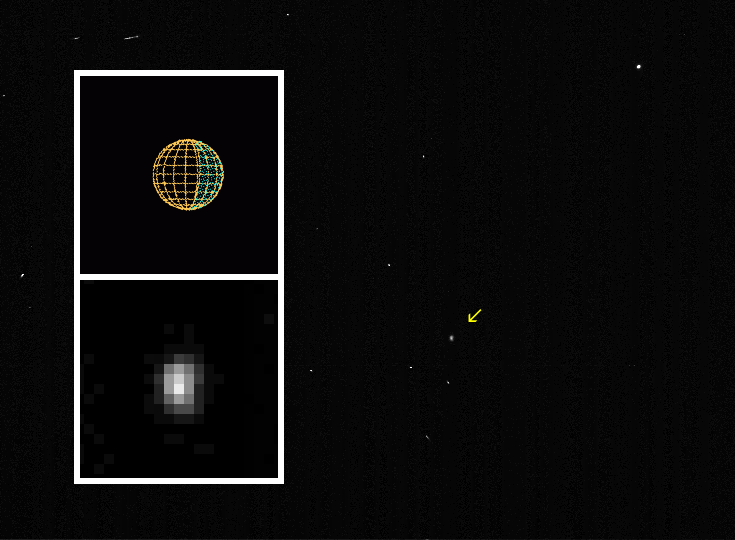
Den största av de yttre månarna: Himalia.

De yttre månarna är omkring nittio små månar med en diameter på 1–160 km. De flesta av de yttre månarna anses vara infångade asteroider från asteroidbältet. Den största av de yttre månarna är Himalia. Den är 170 km i diameter och ligger 11 461 000 km från Jupiter och tar 250,56 dygn på sig att kretsa ett varv kring Jupiter.

### Tabell över Jupiters kända månar
Tabellen listar Jupiters alla bekräftade naturliga satelliter i stigande ordning efter banradien. Satelliter utan nummer är sådana som ännu inte fått ett officiellt namn av Internationella astronomiska unionen.
| Färgförklaring | Färgförklaring   | Färgförklaring | Färgförklaring  | Färgförklaring | Färgförklaring | Färgförklaring | Färgförklaring | Färgförklaring   |
| -------------- | ---------------- | -------------- | --------------- | -------------- | -------------- | -------------- | -------------- | ---------------- |
| Inre Månar     | Galileiska månar | Themisto       | Himalia-gruppen | Carpo-gruppen  | Valetudo       | Ananke-gruppen | Carme-gruppen  | Pasiphae-gruppen |

| Nr.     | Namn          | Banans halva storaxel (km) | Skenbar magnitud (mag) | Diameter (km) | Omloppstid (dygn) |
| ------- | ------------- | -------------------------- | ---------------------- | ------------- | ----------------- |
| XVI     | Metis         | 128 000                    | 17,5                   | 44            | 0,30              |
| XV      | Adrastea      | 129 000                    | 18,7                   | 16            | 0,30              |
| V       | Amalthea      | 181 400                    | 14,1                   | 168           | 0,50              |
| XIV     | Thebe         | 221 900                    | 16,0                   | 98            | 0,68              |
| I       | Io            | 421 800                    | 5,0                    | 3 643         | 1,77              |
| II      | Europa        | 671 100                    | 5,3                    | 3 122         | 3,55              |
| III     | Ganymedes     | 1 070 400                  | 4,6                    | 5 262         | 7,16              |
| IV      | Callisto      | 1 882 700                  | 5,7                    | 4 821         | 16,69             |
| XVIII   | Themisto      | 7 507 000                  | 21,0                   | 9             | 130,0             |
| XIII    | Leda          | 11 165 000                 | 20,2                   | 18            | 240,9             |
| VI      | Himalia       | 11 461 000                 | 14,8                   | 160           | 250,6             |
| LXXI    | Ersa          | 11 483 000                 | 22,9                   | 3             | 252,0             |
|         | S/2018 J 2    | 11 490 000                 | 23,3                   | 3             | 252,0             |
| LXV     | Pandia        | 11 525 000                 | 23,0                   | 3             | 252,1             |
| X       | Lysithea      | 11 717 000                 | 18,1                   | 38            | 259,2             |
| VII     | Elara         | 11 741 000                 | 16,6                   | 78            | 259,6             |
|         | S/2011 J 3    | 11 829 000                 | 23,1                   | 3             | 263,0             |
| LIII    | Dia           | 12 118 000                 | 22,4                   | 4             | 287,0             |
|         | S/2018 J 4    | 16 548 600                 | 23,5                   | 2             | 434,7             |
| XLVI    | Carpo         | 16 989 000                 | 23,0                   | 3             | 456,1             |
| LXII    | Valetudo      | 18 980 000                 | 24,0                   | 1             | 533,3             |
| XXXIV   | Euporie       | 19 302 000                 | 23,1                   | 2             | 550,7             |
| LV      | S/2003 J 18   | 20 274 000                 | 23,4                   | 2             | 588,0             |
| LII     | S/2010 J 2    | 20 307 150                 | 23,9                   | 1             | 588,1             |
|         | S/2003 J 16   | 20 567 000                 | 23,3                   | 2             | 598,6             |
|         | S/2003 J 2    | 20 610 000                 | 23,7                   | 2             | 602,3             |
| LXVIII  | S/2017 J 7    | 20 627 000                 | 23,6                   | 2             | 602,6             |
| LIV     | S/2016 J 1    | 20 650 845                 | 24,0                   | 1             | 602,7             |
| LXIV    | S/2017 J 3    | 20 694 000                 | 23,4                   | 2             | 606,3             |
| XXXV    | Orthosie      | 20 721 000                 | 23,1                   | 2             | 622,6             |
|         | S/2021 J 1    | 20 723 000                 | 23,9                   | 1             | 606,4             |
| XXXIII  | Euanthe       | 20 799 000                 | 22,8                   | 3             | 620,6             |
| XXIX    | Thyone        | 20 940 000                 | 22,3                   | 4             | 627,3             |
|         | S/2022 J 3    | 20 968 000                 | 24,0                   | 1             | 617,3             |
| XL      | Mneme         | 21 069 000                 | 23,3                   | 2             | 620,0             |
| XXII    | Harpalyke     | 21 105 000                 | 22,2                   | 4             | 623,3             |
| XXX     | Hermippe      | 21 131 000                 | 22,1                   | 4             | 633,9             |
| XXVII   | Praxidike     | 21 147 000                 | 21,2                   | 7             | 625,3             |
| XLII    | Thelxinoe     | 21 162 000                 | 23,5                   | 2             | 628,1             |
|         | S/2021 J 2    | 21 197 500                 | 24,0                   | 1             | 627,8             |
| LX      | Eupheme       | 21 199 710                 | 23,4                   | 2             | 627,8             |
| XLV     | Helike        | 21 263 000                 | 22,6                   | 4             | 634,8             |
| XXIV    | Iocaste       | 21 269 000                 | 21,8                   | 5             | 631,5             |
| XII     | Ananke        | 21 276 000                 | 18,9                   | 28            | 610,5             |
| LXX     | S/2017 J 9    | 21 487 000                 | 22,8                   | 3             | 639,2             |
|         | S/2021 J 3    | 21 553 000                 | 23,8                   | 2             | 642,8             |
|         | S/2003 J 12   | 21 615 000                 | 24,0                   | 1             | 646,0             |
|         | S/2022 J 1    | 22 074000                  | 23,8                   | 2             | 668,4             |
|         | S/2003 J 4    | 22 110 000                 | 23,5                   | 2             | 668,0             |
|         | S/2016 J 3    | 22 273 000                 | 23,6                   | 2             | 675,7             |
| LXVII   | S/2017 J 6    | 22 455 000                 | 23,5                   | 2             | 683,0             |
| LXXII   | S/2011 J 1    | 22 462 000                 | 23,7                   | 2             | 686,6             |
|         | S/2022 J 2    | 22 473 000                 | 24,0                   | 1             | 686,7             |
| LXI     | S/2003 J 19   | 22 757 000                 | 23,7                   | 2             | 697,6             |
| LVIII   | Philophrosyne | 22 819 950                 | 23,5                   | 2             | 701,3             |
| XXXII   | Eurydome      | 22 865 000                 | 22,7                   | 3             | 717,3             |
|         | S/2018 J 3    | 22 888 000                 | 23,9                   | 1             | 704,9             |
|         | S/2021 J 5    | 22 893 100                 | 23,6                   | 2             | 704,9             |
|         | S/2003 J 10   | 22 918 300                 | 23,8                   | 2             | 704,9             |
| XLIII   | Arche         | 22 931 000                 | 22,8                   | 3             | 723,9             |
|         | S/2021 J 4    | 22 950 000                 | 24,0                   | 1             | 708,6             |
| XXVIII  | Autonoe       | 23 039 000                 | 22,0                   | 4             | 762,7             |
| XXXVIII | Pasithee      | 23 096 000                 | 23,2                   | 2             | 719,5             |
| L       | Herse         | 23 097 000                 | 23,4                   | 2             | 715,4             |
|         | S/2003 J 24   | 23 150 000                 | 23,8                   | 2             | 715,9             |
| XXI     | Chaldene      | 23 179 000                 | 22,5                   | 4             | 723,8             |
| XXXVII  | Kale          | 23 217 000                 | 23,0                   | 2             | 729,5             |
| XXVI    | Isonoe        | 23 217 000                 | 22,5                   | 4             | 725,5             |
| XXXI    | Aitne         | 23 231 000                 | 22,7                   | 3             | 730,2             |
| LXVI    | S/2017 J 5    | 23 232 000                 | 23,5                   | 2             | 719,5             |
| LXIX    | S/2017 J 8    | 23 232 700                 | 24,0                   | 1             | 719,6             |
| XXV     | Erinome       | 23 279 000                 | 22,8                   | 3             | 728,3             |
| LXIII   | S/2017 J 2    | 23 303 000                 | 23,5                   | 2             | 723,1             |
| LI      | S/2010 J 1    | 23 314 335                 | 23,3                   | 2             | 723,2             |
| XX      | Taygete       | 23 360 000                 | 21,9                   | 5             | 732,2             |
| XI      | Carme         | 23 404 000                 | 17,9                   | 46            | 702,3             |
| LVI     | S/2011 J 2    | 23 463 885                 | 23,6                   | 1             | 730,5             |
| XXXVI   | Sponde        | 23 487 000                 | 23,0                   | 2             | 748,3             |
|         | S/2021 J 6    | 23 490 000                 | 23,9                   | 1             | 734,1             |
| LIX     | S/2017 J 1    | 23 547 105                 | 23,8                   | 2             | 734,2             |
| XXIII   | Kalyke        | 23 583 000                 | 21,8                   | 5             | 743,0             |
| VIII    | Pasiphae      | 23 624 000                 | 16,9                   | 58            | 708,0             |
| XLVII   | Eukelade      | 23 661 000                 | 22,6                   | 4             | 746,4             |
|         | S/2016 J 4    | 23 728 000                 | 24,0                   | 1             | 743,7             |
| LVII    | Eirene        | 23 731 770                 | 22,5                   | 4             | 759,7             |
| XIX     | Megaclite     | 23 806 000                 | 21,7                   | 6             | 752,8             |
| IX      | Sinope        | 23 939 000                 | 18,3                   | 38            | 724,5             |
| XXXIX   | Hegemone      | 23 947 000                 | 22,8                   | 3             | 739,6             |
| XLI     | Aoede         | 23 981 000                 | 22,5                   | 4             | 761,5             |
| XLIV    | Kallichore    | 24 043 000                 | 23,7                   | 2             | 764,7             |
| XVII    | Callirrhoe    | 24 102 000                 | 20,8                   | 7             | 758,8             |
|         | S/2003 J 9    | 24 233 625                 | 23,7                   | 1             | 766,5             |
| XLVIII  | Cyllene       | 24 349 000                 | 23,2                   | 2             | 737,8             |
| XLIX    | Kore          | 24 543 000                 | 23,6                   | 2             | 779,2             |
|         | S/2003 J 23   | 24 750 000                 | 23,9                   | 2             | 759,7             |